# NGC 2903
NGC 2903是在獅子座的一個場星系，距離地球大約3,000萬光年，被分類為棒旋星系。它在1784年11月16日被威廉·赫歇爾發現，並編入星表中。NGC 2903在中心區域有很高的恆星形成率，而NGC 2905是這個星系內的一個恆星雲。 
NGC 2903是室女超星系團的成員.。

## 圖集

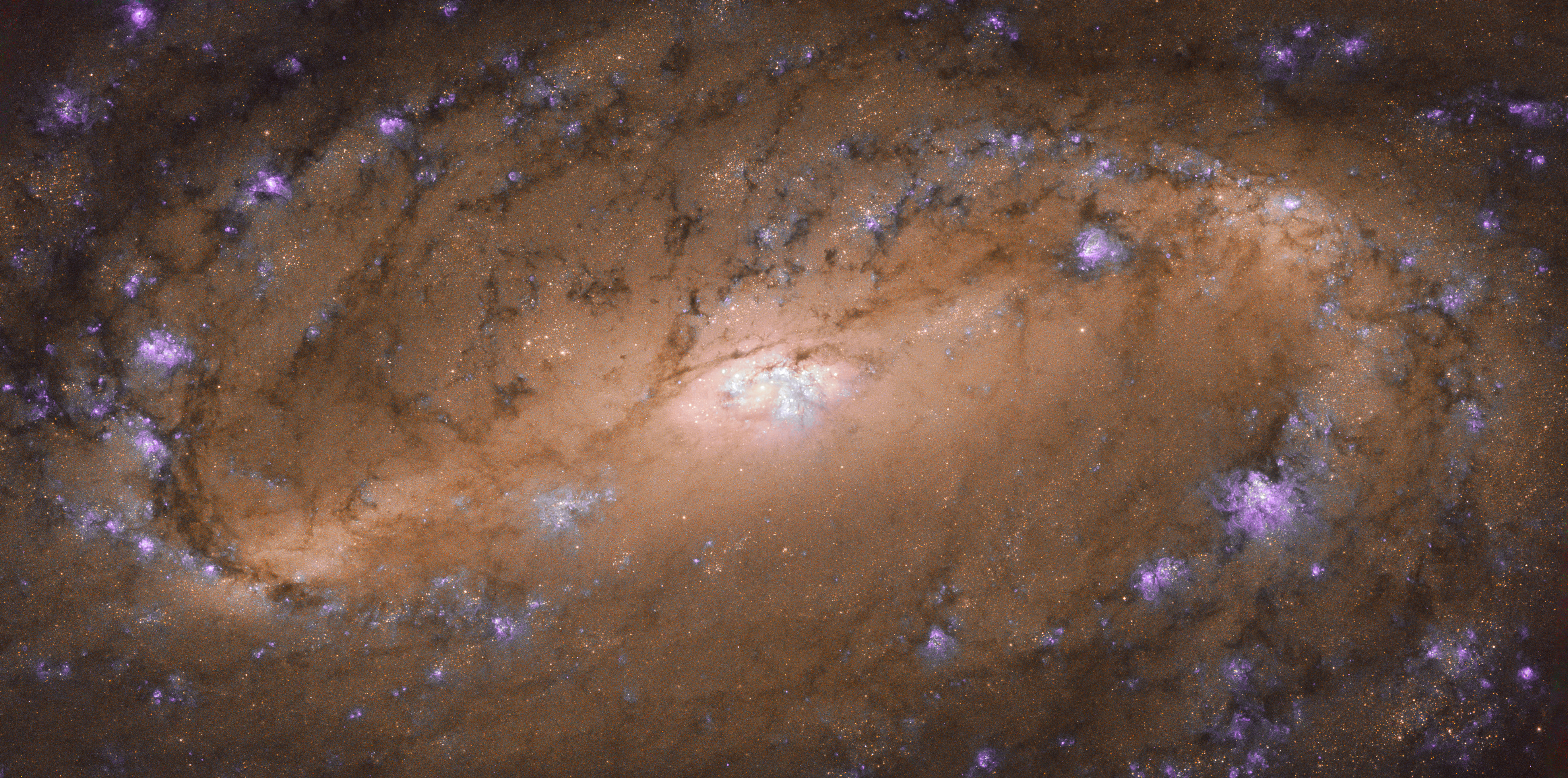
哈伯太空望遠鏡拍攝的NGC 2903.[5][6]。
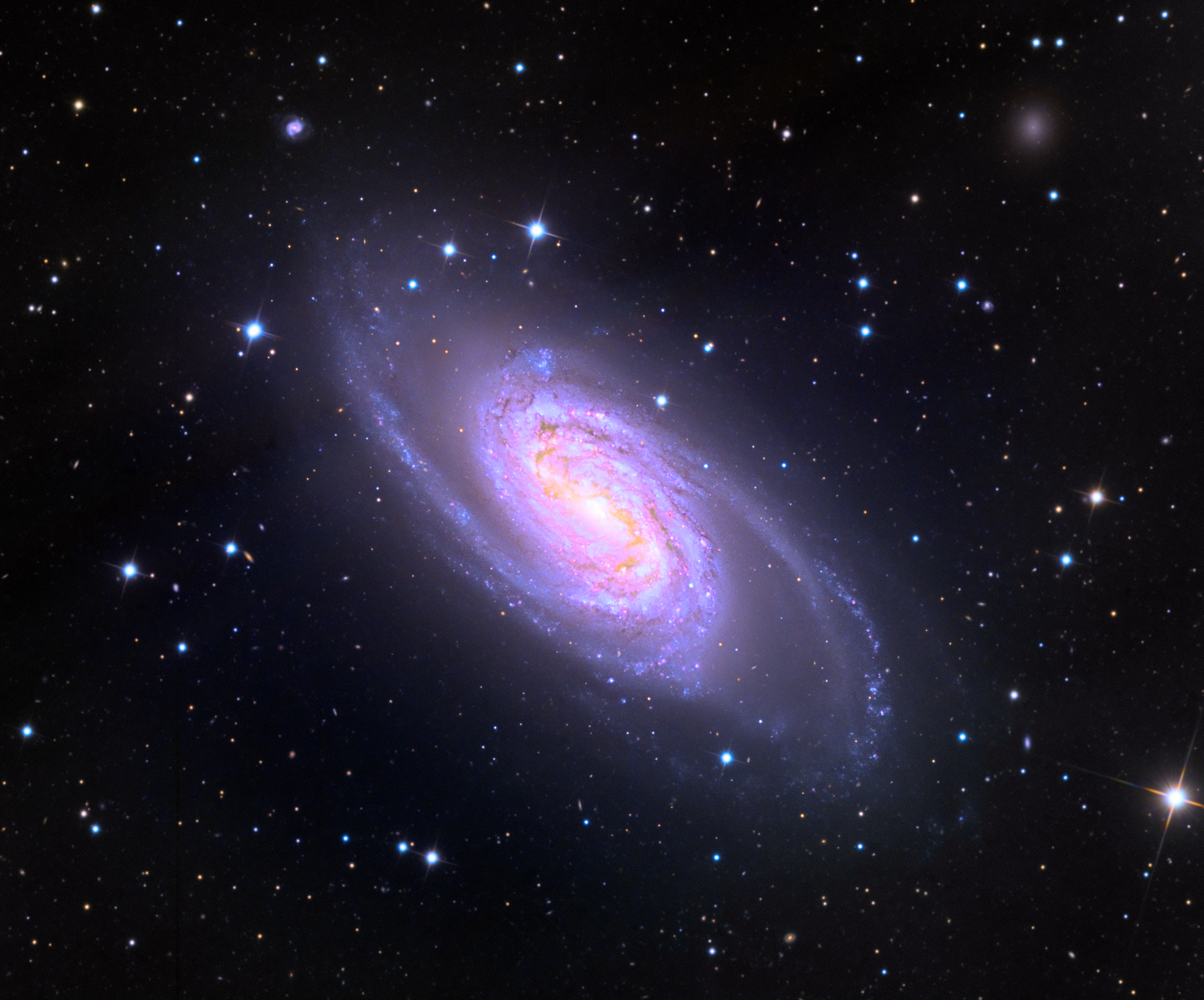
亞利桑那州萊蒙山天文台的32英寸舒爾曼望遠鏡拍攝的NGC 2903。

## 外部連結
- SEDS: Spiral Galaxy NGC 2903
- NOAO: NGC 2903（页面存档备份，存于）
- NASA Astronomy Picture of the Day: Barred Spiral Galaxy NGC 2903 (21 March 2001)
- NASA Astronomy Picture of the Day: Bright Galaxy NGC 2903 (6 July 2007)
- WikiSky上关于NGC 2903的内容：DSS2, SDSS, GALEX, IRAS, 氢α, X射线, 天文照片, 天图, 文章和图片